# Cosberella arborea
Cosberella arborea är en urinsektsart som först beskrevs av Fjellberg 1992.  Cosberella arborea ingår i släktet Cosberella och familjen Hypogastruridae. Inga underarter finns listade i Catalogue of Life.